# Karl-Heinz Steinle
Karl-Heinz Steinle (* 1962 in Mühlacker, Enzkreis) ist ein deutscher Historiker.

## Leben
Steinle studierte Geschichte und Slawistik an den Universitäten von Heidelberg und Berlin und erwarb den Magistergrad.
Er forschte u. a. über Homosexualität in Russland und der Sowjetunion. Später gehörte er zu den Mitarbeitern des Schwulen Museums* in Berlin und war von 2009 bis 2013 dessen Geschäftsführer. Unter seiner Leitung bezog das Museum einen neuen Standort in der Berliner Lützowstraße. 2013 machte sich Steinle als Historiker und Berater für Filme, Projekte und Sammlungen selbstständig; er forscht zu Lebenswegen und zu Orten und Freiräumen im 20. und 21. Jahrhundert. Karl-Heinz Steinle gehört zum Team des „Archivs der anderen Erinnerungen“ der Bundesstiftung Magnus Hirschfeld in Berlin, arbeitet u. a. für das Forschungsprojekt „Lebenswelten, Repression und Verfolgung von LSBTTIQ in Baden und Württemberg im Nationalsozialismus und der Bundesrepublik Deutschland“ der Universität Stuttgart, für das Forschungsvorhaben des Stadtarchivs Tübingen „Queer durch Tübingen. LSBTTIQ in Tübingen und Region vom Mittelalter bis heute“, für das FFBIZ e.V. in Berlin und für das Geschichtsprojekt „Jung fragt Alt“ des Kinderrings Berlin.

## Veröffentlichungen
- Die Geschichte der Kameradschaft „Die Runde 1950 bis 1969“. Verlag Rosa Winkel, Berlin 1998, ISBN 3-86149-080-3.
- Der Kreis – Mitglieder, Künstler, Autoren. Verlag Rosa Winkel, Berlin 1999, ISBN 3-86149-093-5.
- Der literarische Salon bei Richard Schultz. Querverlag, Berlin 2002, ISBN 3-89656-078-6.
- Der Salon der Hundert in Tübingen. Stuttgart 2017 (online).
- Charles Grieger – Künstler und Autor der Homophilenbewegung. In: Carolin Küppers, Rainer Marbach (Hg.): Communities, Camp und Camouflage. Bewegung in Kunst und Kultur. Männerschwarm Verlag. Hamburg 2017, ISBN 978-3-86300-236-7.
- Repressionen gegen LSBTI-Lokale in den 1950er und 1960er Jahren; Queere Kleinkunst: (bei) Gerda Kelch; Anknüpfen an eine Travestie-Legende vor dem Krieg: Das Eldorado; Das Kleist-Casino oder KC; Die Robby-Bar; Das Travestielokal Chez Nous. In: Maneo – Das schwule Anti-Gewalt-Projekt in Berlin (Hg.): Spurensuche im Regenbogenkiez. Historische Orte und schillernde Persönlichkeiten (= Maneo-Kiezgeschichte, Band 2). Berlin 2018.
- Räume für Träume. Auf der Suche nach Treffpunkten und anderen Freiräumen für Lesben, Schwule und Trans*Personen in der frühen Bundesrepublik. In: Carolin Küppers, Martin Schneider (Hg.): Orte der Begegnung – Orte des Widerstands. Zur Geschichte homosexueller, trans*-geschlechtlicher und queerer Räume. Männerschwarm Verlag, Hamburg 2018, ISBN 978-3-86300-256-5.
- Sie machen Geschichte, Ministerium für Integration und Soziales Baden-Württemberg, Stuttgart 2019 (Wanderausstellung und Begleitheft).
- Gruß aus Diefenbach! Gasthof Bergner - Gasthaus zum Ochsen: Zwei Welten - Zwei Küchen, in: ReVue – Magazin für Fotografie und Wahrnehmung, April 2021, https://www.re-vue.org/beitrag/bild-in-zeit-karl-heinz-steinle-gruss-aus-diefenbach.
- Die „Kameradschaft die runde“ und ihr Kampf gegen den Homosexuellengruppen 175, in: Schwäbische Heimat 72. Jg. Heft 3 Juli–September 2021, S. 21–27.
- Die Unternehmerin Charlotte S.; Peter Leibßle gegen die Bundesrepublik Deutschland: Der juristische Kampf eines Homosexuellen; Christoph Müller. Offen schwuler Medienmacher und Mäzen; Helmut Kress: "I hab auch nie irgendwie a Doppelleben geführt und des möcht i au net"; Maren Kroymann. Schauspielerin, Kabarettistin und Sängerin; Prof.in Dr.in Monika Barz. Mut zur lesbischen Sichtbarkeit in Kirche und Gesellschaft; Marianne. Eine versteckte Kämpferin; Annemarie Renftle und Ulf Schmid. Eigeninitiativen für Lehrer*innen ab 1992; Valentin Floss. Schon als Schüler offen transsexuell; Strafbarkeit von abweichendem (Sexual)Verhalten. Der Paragraf 175; Glossar, in: Blattner, Evamarie; Ratzeburg, Wiebke; Rauch, Udo: Queer durch Tübingen. Geschichten vom Leben, Lieben und Kämpfen, Tübingen 2021.
- Fotografien als Lockmittel und Versprechen. Aufzeichnung eines Gesprächs von Karl-Heinz Steinle mit dem Sammler Timo (Tina Glamor), in: ReVue – Magazin für Fotografie und Wahrnehmung, Januar 2022, https://www.re-vue.org/beitrag/sammlerkolumne-tina-glamor.

- Als Co-Autor mit Bastian Schlüter und Andreas Sternweiler: Eberhardt Brucks: ein Grafiker in Berlin. Schwules Museum, Berlin 2008, OCLC 313638869.
- Als Co-Autor mit Kirsten Plötz: Selbsttötungen von LSBTTIQ als Folge von gesellschaftlicher Ächtung und Verfolgung. Stuttgart 2017, https://www.lsbttiq-bw.de/2017/05/16/selbsttoetungen-von-lsbttiq-als-folge-gesellschaftlicher-aechtung-und-verfogung/
- Als Co-Autor mit Julia Noah Munier: Wiedergutmachung von Transvestiten und Damenimitatoren nach 1945, Stuttgart 2017, https://www.lsbttiq-bw.de/2017/12/21/wiedergutmachung-von-transvestiten-und-damenimitatoren-nach-1945/
- Als Co-Autor mit Julia Noah Munier: Die Polizeiordner der Kripo Stuttgart: ein Repressionsapparat der frühen Nachkriegszeit. In: Martin Cüppers, Norman Domeier (Hg.): Späte Aufarbeitung. LSBTTIQ-Lebenswelten im deutschen Südwesten. Landeszentrale für politische Bildung Baden-Württemberg, Stuttgart 2018, ISBN 978-3-945414-47-7.
- Als Co-Autor mit Daniel Baranowski: Das ‚Archiv der anderen Erinnerungen‘: Zeugnisse von LSBTTIQ-Lebenswelten. In: Martin Cüppers, Norman Domeier (Hg.): Späte Aufarbeitung. LSBTTIQ-Lebenswelten im deutschen Südwesten. Landeszentrale für politische Bildung Baden-Württemberg, Stuttgart 2018, ISBN 978-3-945414-47-7.
- Als Co-Autor mit Julia Noah Munier: Hilmar Damita. Eine Lebensgeschichte zwischen Bühnen-Glamour, NS- und bundesrepublikanischer Verfolgung und dem mutigen Ringen um Entschädigung. In: Senatsverwaltung für Justiz, Verbraucherschutz und Antidiskriminierung Berlin: Auf nach Casablanca? Lebensrealitäten transgeschlechtlicher Menschen zwischen 1945 und 1980, Berlin 2019.
- Als Co-Autor mit Claudia Weinschenk: Sexuelle Identitäten in Tübingen. Sünde, Verbrechen, Krankheit – Emanzipation, Vielfalt und Freiheit, in: Blattner, Evamarie; Ratzeburg, Wiebke; Rauch, Udo: Queer durch Tübingen. Geschichten vom Leben, Lieben und Kämpfen, Tübingen 2021.
- Als Co-Autor mit Barbara Kettnaker: Fritz Bauer. Jurist, Jude, Remigrant und Generalstaatsanwalt, in: Blattner, Evamarie; Ratzeburg, Wiebke; Rauch, Udo: Queer durch Tübingen. Geschichten vom Leben, Lieben und Kämpfen, Tübingen 2021.
- Als Co-Autor mit Artur Reinhard: Der Student P. Im Geflecht von Begehren, Bestrafen, Begutachtung und Disziplinierung, in: Blattner, Evamarie; Ratzeburg, Wiebke; Rauch, Udo: Queer durch Tübingen. Geschichten vom Leben, Lieben und Kämpfen, Tübingen 2021.

## Mitarbeit / Historische Beratung in Filmen
- Jochen Hick: Ich kenn keinen. Allein unter Heteros. Galeria Alaska, Hamburg/Stuttgart 2003.
- Wrench & Franks (London/Berlin): Eberhardt Brucks. Schwules Museum. Berlin 2010.
- Jochen Hick: Mein wunderbares West-Berlin. Galeria Alaska, Hamburg/Berlin 2017.